# Trimerotropis arizonensis
Trimerotropis arizonensis är en insektsart som beskrevs av Tinkham 1947. Trimerotropis arizonensis ingår i släktet Trimerotropis och familjen gräshoppor. Inga underarter finns listade i Catalogue of Life.